# David Mendes Silva
David Mendes Silva, meglio conosciuto come David Silva (Coimbra, 11 ottobre 1986), è un calciatore capoverdiano con cittadinanza portoghese, centrocampista dello Sporting Bettembourg.

## Biografia
È fratellastro e coetaneo di Djô, calcettista professionista della Nazionale di calcio a 5 del Portogallo.

## Carriera

### Club
Nel gennaio del 2009 il CSKA Sofia lo preleva, insieme a Rui Miguel, dalla Lokomotiv Mezdra.
Il 18 gennaio 2010 il Castellón lo preleva in prestito fino al termine della stagione.

### Nazionale
Ha esordito in nazionale nel 2012.

## Palmarès

### Club

#### Competizioni nazionali
- Coppa di Lega scozzese: 1

Kilmarnock: 2011-2012